# لیک پوینت (یوتا)
لیک پوینت (به انگلیسی: Lake Point) یک منطقهٔ مسکونی در ایالات متحده آمریکا است که در شهرستان تویلی، یوتا واقع شده‌است. لیک پوینت  ۱٬۲۹۵ متر بالاتر از سطح دریا واقع شده‌است.